# Marko Makovičić
Marko Makovičić (Zagreb, 12. kolovoza 1980.) hrvatski je kazališni, televizijski i filmski glumac.

## Filmografija

### Televizijske uloge
- "Blaž među ženama" kao Blaž Živković (2025.)
- "Kumovi" kao optuženik (2022.)
- "Jugoslavenske tajne službe" kao Franjo Herljević (2012.)
- "Stipe u gostima" kao Gvozden (2009.)
- "Moja 3 zida" kao moderator (2009.)
- "Zakon!" kao Matko (2009.)
- "Mamutica" kao Karlo Belek (2009.)
- "Luda kuća" kao Dalibor (2008.)
- "Tužni bogataš" kao Boris Remetin (2008.)
- "Kad zvoni?" kao Denis (2005.)
- "Nora Fora" kao Oto (glas) (2004.)

### Filmske uloge
- "Šuma summarum" kao Edi (2010.)
- "Mrtvi kutovi" kao student (2005.)
- "Snivaj, zlato moje" kao Nacek (2005.)
- "Gospa" kao Ivan Dragičević (1994.)
- "Cijena života" (1994.)

### Sinkronizacija
- "Čovpas" kao Frki (2025.)
- "Lil, Lil, Krokodil" kao g. Joseph Primm (2022.)
- "Petar Zecimir: Skok u avanturu" kao Robert (2021.)
- "Obitelj Mitchell protiv strojeva" kao Eric (2021.)
- "Mali šef" kao Tim (odrasli) pripovjedač (2017.)
- "Štrumpfovi: Skriveno selo" kao Trapavi (2017.)
- "Pjevajte s nama 1" kao Buster Moon (2016.)
- "Tajni život ljubimaca 1" kao Max (2016.)
- "Alvin i vjeverice: Velika Alvintura" kao Alvin i Dave Seville (2015.)
- "Izvrnuto obrnuto" kao Strah (2015.)
- "Kod kuće" kao Ou (2015.)
- "Rio 2" kao Blu (2014.)
- "Kako izdresirati zmaja 2" kao Tvrdbadem (2014.)
- "Tarzan" kao James Porter (2013.)
- "Čuvari šume: Tajanstveni svijet" kao Bomba (2013.)
- "Krš i lom" kao Duncan (2012.)
- "Ledeno doba 4: Zemlja se trese" kao Lujo (2012.)
- "Merida hrabra" kao Mladi Dingwall (2012.)
- "Zvončica i tajna krila" (2012.)
- "Pupijeva potraga" kao Lee (2012.)
- "Madagaskar 3: Najtraženiji u Europi" kao Stefano (2012.)
- "Rio" kao Blu (2011.)
- "Mačak u čizmama" kao Hampti Aleksandar Dampti (2011.)
- "Alvin i vjeverice 3" kao Alvin i Dave Seville (2011.)
- "Svemirska avantura" kao Venja (2010.)
- "Planet 51" kao Lem Kerplog (2009.)
- "Grom" (2008.)
- "Život buba" kao Zvrk (2008.)
- "Juhu-hu" kao Remi (2007.)
- "Zmajevi Vatre i Leda" kao Dev (2005.)
- "Zebra trkačica" kao Trenton Jr. (2005.)
- "Legenda o medvjedu" kao Denahi (2003.)
- "Careva nova škola" kao Kuzco

## Vanjske poveznice
- Marko Makovičić u internetskoj bazi filmova IMDb-u (engl.)
- Stranica na mala-scena.hr  Arhivirana inačica izvorne stranice od 14. veljače 2017. (Wayback Machine)